# Kaple svatého Kryštofa na Paprsku
Kaple svatého Kryštofa na Paprsku stojí v katastrálním území Malé a Velké Vrbno obce Staré Město v okrese Šumperk.

## Popis

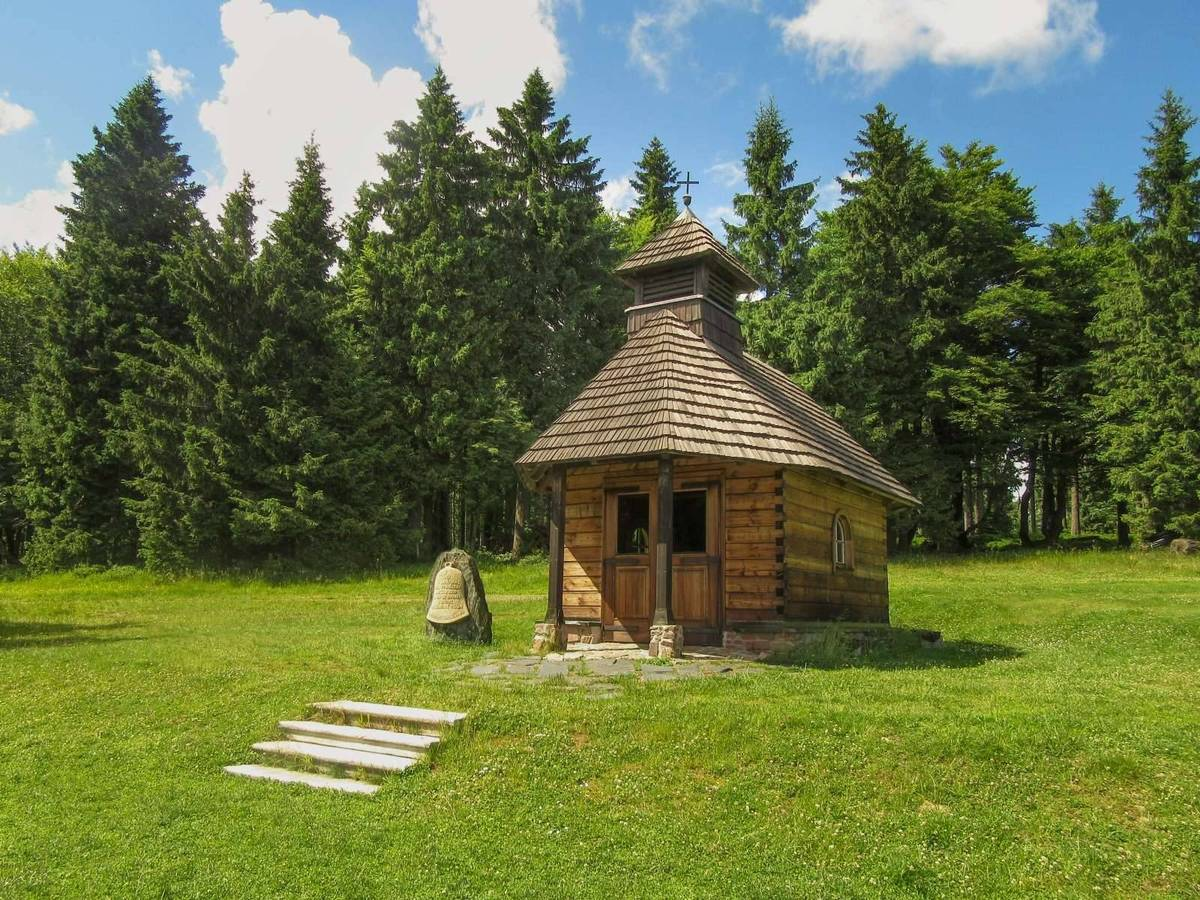

V roce 2009 ke svým šedesátých narozenin pan Miloslav Mika nechal postavit dřevěnou kapli v blízkosti horského hotelu Paprsek, na rozhraní Králického Sněžníku, Rychlebských Hor a Hrubého Jeseníku. Kapli nechal postavit jako náhradu za zbouranou kapli ve Velkém Vrbně. Byla postavena podle projektu Jana Pospíšila z Vidnavy v letech 2008–2009 a vysvěcena 26. září 2009.
Ve věžičce je zavěšen zvon z roku 1925, který pochází ze zaniklé osady Grund Messinghammer (Mosazné Hamry).
V interiéru jsou obrazy křížové cesty, její autorkou je horolezkyně Dita Štěrbová, která je vytvořila technikou podmalby na skle. Lavice byly získány z kostela z Vidnavy.